# نهر بادي

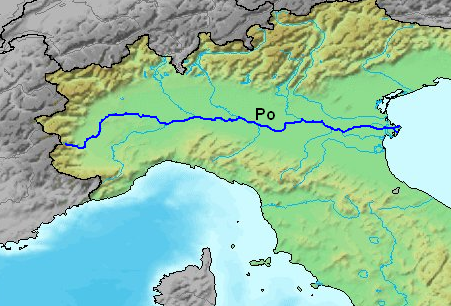
نهر بو

نَهْرُ بَادِي (باللاتينية: Padus) أو نهر بو (بالإيطالية: Po)‏، نهر يتدفق 652 كيلومترا (405 ميلا) شرقا عبر شمال إيطاليا، من مونفيزو (في جبال الألب) ويتجه نحو الجنوب الشرقي حتى يصل إلى مدينة تورين وإلى الشرق منها يقترب من أطراف جبال الألب وهو يجتاز سهل لومبارديا متجها إلى البحر الادرياتيكي بالقرب من البندقية. حيث يصب فيه مشكلا دلتا تكثر فيها البحيرات والمستنقعات وهو صالح للملاحة بدءا من بلدة تورينو وأهم روافده دوراديباريا ودورا بالتي ثم تيسينو وتانارو وبورميدا ومساحة صرف المياه 71000 كم² وهو أطول أنهار إيطاليا ويمر نهر بو على عدد من المدن الهامة مثل ميلانو وتورينو وبادوفا وفيرونا وبريسيا.

## خلفيّة
يُعتبر نهر بادي (ويُشار له في بعض المصادر باسم نهر بو) أطول نهر في إيطاليا. إنه نهر يتدفق شرقًا عبر شمال إيطاليا بدءًا من جبال الألب الكوتية. يتدفق بو إما 652 كـم (405 ميل) أو 682 كـم (424 ميل) - بالنظر إلى طول مايرا، أحد روافد الضفة اليمنى. منابع نهر بو هي نبع ينساب من تل صخري في بيان ديل ري، مكان مسطح على رأس فال بو أسفل الوجه الشمالي الغربي لمونفيزو. ثم يمتد نهر بو على طول خط العرض 45 شمالاً قبل أن ينتهي عند دلتا متجهة إلى البحر الأدرياتيكي بالقرب من البندقية. يتميز بتصريفه الكبير (العديد من الأنهار التي يزيد طولها عن 1000 كم لها تصريف أدنى أو يساوي نهر بو). نتيجة لخصائصه، يتعرض النهر لفيضانات غزيرة. وبالتالي، يتم التحكم بأكثر من نصف طوله باستخدام أرجيني، السدود.
يتدفق النهر عبر العديد من المدن الإيطالية المهمة، بما في ذلك تورين وبياتشينزا وكريمونا وفيرارا. إنه متصل بميلانو من خلال شبكة من القنوات تسمى نافيجلي، والتي ساعد ليوناردو دافنشي في تصميمها. بالقرب من نهاية مسارها، تخلق دلتا واسعة (مع مئات القنوات الصغيرة وخمس قنوات رئيسية، تسمى بو دي ميسترا وبو ديلَّا بيلَّا وبو ديلَّا تول وبو دي جينوكا وبو دي غورو) في الجزء الجنوبي منها هي كوماكيو، وهي منطقة مشهورة بالثعابين. كان وادي بو إقليم الروماني كيسالبيني غاليا، مقسمًا إلى سيسباداني جول (جنوب بو) وترانسبوردان جول (شمال بو).

## الجغرافية
تبلغ مساحة الصرف الصحي في نهر بو 74000 كم 2 إجمالاً، 70.000 منهم في إيطاليا، منهم 41.000 في بيئات جبلية و 29.000 في السهل. ينخفض منحدر وادي نهر بو من 0.35٪ في الغرب إلى 0.14٪ في الشرق، وهو انحدار منخفض. على طول مسارها تقع 450 بحيرة قائمة. يقع كل ما تبقى من حوض غير إيطاليا تقريبًا في كانتون تيسينو (تيسين) الناطق بالإيطالية في سويسرا، والجزء الجنوبي الغربي المتطرف (مرة أخرى باللغة الإيطالية) من كانتون غريغوني (غراوبوندن) الواقعة إلى الجنوب من سان. ممر برناردينو الذي يشكل مجرى نهر بو مع نهر الراين الخلفي. الرافد الرئيسي المعني هو المصدر الشمالي لنهر تيتشينو (الذي يتغذى من رافد مويزا في جريجيوني) والثلث الأعلى من بحيرة جبال الألب، ماجيوري، التي تكونت بواسطته. (يقع الثلثان الجنوبيان من بحيرة ماجوري والنصف الجنوبي من رافد نهر تيسينو المستمر في الأراضي الإيطالية).
ينتمي قسم دقيق من حوض بو إلى فرنسا في فالي إترويت (حرفياً، وادي ناراو) يمتد من مونت ثابور إلى منتجع التزلج الإيطالي باردونيكيا. تقع فالي إترويت في مكان بعيد جدًا، حيث تدار بشكل أساسي من قبل إيطاليا (شبكة الهاتف، ومجموعات القمامة وما إلى ذلك.). تم العثور على أجزاء صغيرة أخرى من حوض بو (يمكن قياسها بمئات الأمتار من المسافة الخطية) داخل فرنسا في شكل رؤوس مجاري صغيرة أُجبرت على دخول فرنسا بموجب معاهدة السلام التي أعقبت الحرب في باريس عام 1947 كإجراء عقابي ضد إيطاليا. يمكن العثور عليها في ممرات مانت سينيس ومونجريفيا. الأول يحتوي على خزان محاط بسد في نهاية بو وبالتالي يشكل من الناحية الفنية جزءًا من حوضه، على الرغم من أنه يساهم قليلاً في تدفق المياه حيث يتم الاحتفاظ بالمياه، بحكم التعريف، بواسطة السد. يعد نهر بو أطول نهر في إيطاليا. عند أوسع نقطة عرضه هو 503 م (1,650 قدم).

### وادي بو
يسمى الوادي الشاسع حول نهر بو حوض بو أو وادي بو (بيانورا بادانا الإيطالي أو فال بادانا)، في الوقت المناسب أصبحت المنطقة الصناعية الرئيسية في البلاد. في عام 2002، كان يعيش هناك أكثر من 16 مليون شخص، أي ما يقرب من ثلث سكان إيطاليا في ذلك الوقت.
الاستخدامات الاقتصادية الرئيسية للوادي هما للصناعة والزراعة. تقع المراكز الصناعية، مثل تورين وميلانو، على تضاريس مرتفعة بعيدًا عن النهر. يعتمدون في الطاقة على العديد من المحطات الكهرومائية في أو على جوانب جبال الألب، وعلى محطات توليد الطاقة بالفحم/النفط التي تستخدم مياه حوض بو كمبرد. يتم الصرف من الشمال عبر العديد من البحيرات الكبيرة ذات المناظر الخلابة. يتم التحكم في الجداول الآن من قبل العديد من السدود لإبطاء معدل ترسيب النهر، مما يتسبب في مشاكل جيولوجية. سهل الفيضان الواسع والرطب والخصب مخصص بشكل أساسي للزراعة ويخضع للفيضانات المفاجئة، على الرغم من أن الكمية الإجمالية للمياه أقل مما كانت عليه في الماضي وأقل من الطلب. المنتجات الرئيسية للمزارع حول النهر هي الحبوب بما في ذلك - بشكل غير معتاد في أوروبا - الأرز الذي يتطلب ريًا كثيفًا. الطريقة الأخيرة هي المستهلك الرئيسي للمياه السطحية، بينما يستخدم الاستهلاك الصناعي والبشري المياه الجوفية.

### الروافد
يحتوي نهر بو على 141 رافدا. وهي تشمل (آر على الضفة اليمنى، إل على اليسار، النظر في اتجاه مجرى النهر). كان نهر رينو (R) أحد روافد نهر بو حتى منتصف القرن الثامن عشر عندما تم تحويل المسار لتقليل مخاطر حدوث فيضانات مدمرة. يبلغ تانارو حوالي 50 عامًا كم (31 ميل) أطول من بو العلوي عند التقاءهم بالقرب من اليساندريا.

## بو دلتا

### مناطق محمية

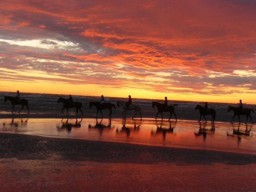
ركوب الخيل على طول دلتا بو.

تمت حماية الأراضي الرطبة في بو دلتا من خلال إنشاء منتزهين إقليميين في المناطق التي تقع فيها: فينيتو وإميليا رومانيا. تتكون حديقة بو دلتا الإقليمية في إميليا رومانيا، الأكبر، من أربع قطع من الأرض على الضفة اليمنى لنهر بو وإلى الجنوب. تم إنشاؤه بموجب القانون في عام 1988، وأدار من قبل كونسورتيوم كونسورزيو بير لا جيستيون ديل باركو، الذي تنتمي إليه مقاطعات فيرارا ورافينا بالإضافة إلى تسعة مجتمعات محلية: كوماكيو، أرجنتا، أوستيلاتو، غورو، ميسولا، كوديغورو، رافينا، ألفونسين، وسيرفيا. أقامت السلطة التنفيذية في مجلس رؤساء المقاطعات ورؤساء البلديات ومجلس الإدارة. لقد قاموا بتعيين لجنة فنية علمية ومجلس بارك لتنفيذ التوجيهات. في عام 1999، تم تصنيف الحديقة كموقع للتراث العالمي من قبل اليونسكو وتمت إضافتها إلى «فيرارا، مدينة النهضة، وبو دلتا». من عام 2012، تدار الحديقة من قبل إنتي دي بارشي دلتا ديل بو، من تأليف كوموني ألفونسين، أرجنتا، سيرفيا، كوديغورو، كوماكيو، غورو، ميسولا، أوستيلاتو ورافينا. 53,653 ها (132,580 أكر) من الحديقة تحتوي على الأراضي الرطبة والغابات والكثبان الرملية وأحواض الملح. تتميز بتنوع بيولوجي مرتفع، حيث تحتوي على 1000-1100 نوع نباتي و 374 نوعًا من الفقاريات، منها 300 نوع من الطيور.

### دلتا
يحتوي الجزء الأخير من الدلتا، الذي يطل على البحر الأدرياتيكي بين كيودجا وكوماكيو، على قنوات تتصل فعليًا بالبحر الأدرياتيكي وعلى هذا الحساب تسمى الدلتا النشطة من قبل سلطات المنتزه، على عكس دلتا الأحفوري، التي تحتوي على قنوات لم يعد يربط بو بالبحر الأدرياتيكي (ولكنه فعل ذلك مرة واحدة). تم إنشاء الدلتا النشطة في عام 1604 عندما حولت مدينة البندقية التيار الرئيسي، بو جراندي أو بو دي فينيسا، من قناتها شمال بورتو فيرو إلى الجنوب من بورتو فيرو في قناة تسمى آنذاك تاغليو دي بورتو فيرو، «قطع بورتو فيرو». كان هدفهم هو وقف الهجرة التدريجية لنهر بو نحو بحيرة البندقية، والتي كانت ستمتلئ بالرواسب لو تم الاتصال. نمت بلدة تاجليو دي يو اللاحقة حول الأعمال التحويلية. أغلق قفل فولتا جريمانا القناة القديمة، الآن بو دي ليفانتي، التي تتدفق إلى البحر الأدرياتيكي عبر بورتو ليفانتي. أسفل تاجليو دي بو، يحتوي باركو ريجيونالي فينيتو، أحد المسالك الواقعة تحت سلطة باركو ديلتا بو، على أحدث فروع بو. فروع بو دي جينوكا إلى الجنوب تليها بو دي مايسترا إلى الشمال في بورتو تول. في تول أسفل مجرى النهر، ينقسم بو دي فينيسا إلى بو ديل تول إلى الجنوب وبو ديلا بول إلى الشمال. المخارج السابقة في بونيلّي. ينقسم الأخير مرة أخرى في بيلا إلى بوسا دي ترامونتانا في الشمال وبوسا دي شيروكو في الجنوب، في حين أن التيار الرئيسي، بوسا دريتا، يدخل بونتا مايسترا ويخرج أخيرًا بعد منارة بيلا. على الرغم من تعريف إدارة المتنزه للدلتا النشطة على أنها تبدأ في بورتو فيرو، إلا أن هناك قناة نشطة أخرى منبعها في سانتا ماريا في بونتا، حيث ينقسم فيومي بو إلى بو دي جورو وبو دي فينيسيا.

### المنطقة الأحفوريّة
الحفرية بو هي المنطقة التي لم تعد قنوات نشطة من بو إلى البحر. يبدأ المنبع من فيرارا. إن تدفق فيومي بو حاليًا إلى شمال فيرارا هو في الواقع نتيجة تحويل في فيكارولو في 1152 على أمل التخفيف من الفيضانات بالقرب من رافينا. كانت قناة التحويل تسمى في البداية بو دي فيكارولو. قبل ذلك، اتبعت فيومي بو نهر بو دي فولانا، الذي لم يعد متصلًا ببو، والذي كان يسير إلى جنوب فيرّيرا ويخرج بالقرب من فولانو. في العصر الروماني لم تخرج من هناك ولكنها ركضت إلى الجنوب حيث خرج بادوس فيتوس («بو القديم») بالقرب من كوماتشيو، والتي فصلت منها بو دي بريمارو بالقرب من رافينا. قبل عام 1152، كان الامتداد باتجاه البحر لدلتا اليوم، حوالي 12 كـم (7.5 ميل)، لم تكن موجودة. كانت المنطقة بأكملها من رافينا إلى كيودجا عبارة عن مستنقعات كثيفة، تشرح سبب بناء طريق إيميليا بين ريميني وبياتشينزا ولم يبدأ في الشمال.

## التاريخ الجيولوجي
في حوض البحر الأبيض المتوسط هو الاكتئاب في الأرض القشرة الصورة الناجمة عن الصفيحة الأفريقية الانزلاق تحت اللوحة الأوراسية. عادة في التاريخ الجيولوجي، يمتلئ المنخفض بمياه البحر تحت أسماء جيولوجية مختلفة مثل بحر تيثيس. في الفترة الأخيرة من الحقبة الميوسينية، كانت أزمة الملوحة المسينية (7-5 م.س)، أزمة الملوحة الميسينية، شبه جفاف البحر الأبيض المتوسط، بسبب انخفاض مستوى سطح البحر تحت عتبة مضيق جبل طارق والتوازن بين التبخر والتجديد يتحول لصالح التبخر. في ذلك الوقت، كان وادي بو والبحر الأدرياتيكي عبارة عن نظام كانيون واحد بعمق آلاف الأقدام. في الجنوب الغربي، تحد جبال أبينين كتلة أرض تسمى تايرهينيس جيولوجيًا. كان تكوينها قد اكتمل للتو في العصر الميوسيني. في الشمال تكون تكون جبال الألب قد خلقت بالفعل جبال الألب. في نهاية المسينيان، اخترق المحيط العتبة وأعيد ملء البحر الأبيض المتوسط. تعدى البحر الأدرياتيكي في كل شمال إيطاليا. في الجرف البليوسيني اللاحق الرسوبي بشكل أساسي من جبال الأبينيني ملأ الوادي ووسط البحر الأدرياتيكي عمومًا إلى عمق 1,000 م (3,300 قدم) حتى 2,000 م (6,600 قدم) ولكن من 2,000 م (6,600 قدم) إلى 3,000 م (9,800 قدم) من الفم الحالي لـ Po، مع وجود جيوب بعمق 6,000 م (20,000 قدم). في بداية العصر الجليدي كان الوادي ممتلئًا. يمكن اكتشاف دورات الانتهاك والانحدار في الوادي والبحر الأدرياتيكي حتى مركزه وفي جنوب البحر الأدرياتيكي. من العصر الجليدي التناوب للرواسب البحرية والغرينية يحدث في أقصى الغرب مثل بياتشينزا. تمت دراسة التسلسلات الدقيقة في مواقع مختلفة على نطاق واسع. من الواضح أن البحر قد تقدم وانحسر فوق الوادي وفقًا للتوازن بين الترسيب والتقدم الجليدي أو الركود على فترات 100000 عام و 100 م (330 قدم) حتى 120 م (390 قدم) تقلب مستوى سطح البحر. بدأ التقدم بعد العصر الجليدي الأخير الأقصى منذ حوالي 20000 عام، والذي أوصل البحر الأدرياتيكي إلى نقطة عالية منذ حوالي 5500 عام. منذ ذلك الحين كانت دلتا بو تتقدم. بلغ معدل تقدم المنطقة الساحلية بين 1000 قبل الميلاد و 1200 م 4 م/سنة. غير أن العوامل البشرية أحدثت تغييرا في التوازن في منتصف القرن العشرين مما أدى إلى تدهور الساحل الشمالي للبحر الأدرياتيكي بأكمله. البندقية، التي تم بناؤها في الأصل على جزر قبالة الساحل، هي الأكثر عرضة للخطر بسبب الهبوط، ولكن التأثير يتحقق في دلتا بو أيضًا. تتمثل الأسباب أولاً في انخفاض معدل الترسيب بسبب انسداد الرواسب خلف السدود الكهرومائية والتنقيب المتعمد عن الرمال من الأنهار للأغراض الصناعية. ثانياً، الاستخدام الزراعي للنهر كثيف؛ خلال ذروة الاستهلاك، يجف التدفق في الأماكن تقريبًا، مما يتسبب في نزاع محلي. نتيجة لانخفاض التدفق، تتسلل المياه المالحة إلى طبقات المياه الجوفية والمياه الجوفية الساحلية. يزداد التخثث في المياه الراكدة وتيارات التدفق المنخفض. الوادي ينحسر بسبب إزالة المياه الجوفية.

## التأثيرات البشرية

### التلوث
دائمًا ما يكون الوادي عرضة للضباب، وهو عرضة للضباب الدخاني الشديد بسبب انبعاثات الغلاف الجوي الصناعية، وخاصة من تورينو. لم يكن في مدينة ميلانو محطات معالجة مياه الصرف الصحي. مرت مياه الصرف الصحي من خلال قنوات مباشرة إلى نهر بو، حيث استشهدت وكالة البيئة الأوروبية بالمدينة. منذ عام 2005، تتم معالجة جميع مياه الصرف الصحي من ميلانو في مصانع في نوسيدو وسان روكو وبيسكارا بوروميو. وهي تعالج مياه الصرف الصحي لأكثر من 2.5 مليون نسمة. في عام 2005، وجد أن ماء نهر البو يحتوي على الكثير من مادة البنزويليكغونين التي يمر بها متعاطو الكوكايين في البول. بناءً على هذه الأرقام، قدر استهلاك الكوكايين بحوالي 4 كجم يوميًا، أو 27 جرعة في اليوم لكل ألف شاب في حوض الصرف – ما يقرب من ثلاثة أضعاف ما كان متوقعًا. في 24 فبراير 2010، تلوث نهر بو بسبب تسرب نفطي قادم من مصفاة في فيلاسانتا عبر لامبرو، قدرت وكالة الأنباء أنسا بحوالي 600000 لتر.

### إدارة الموارد المائية

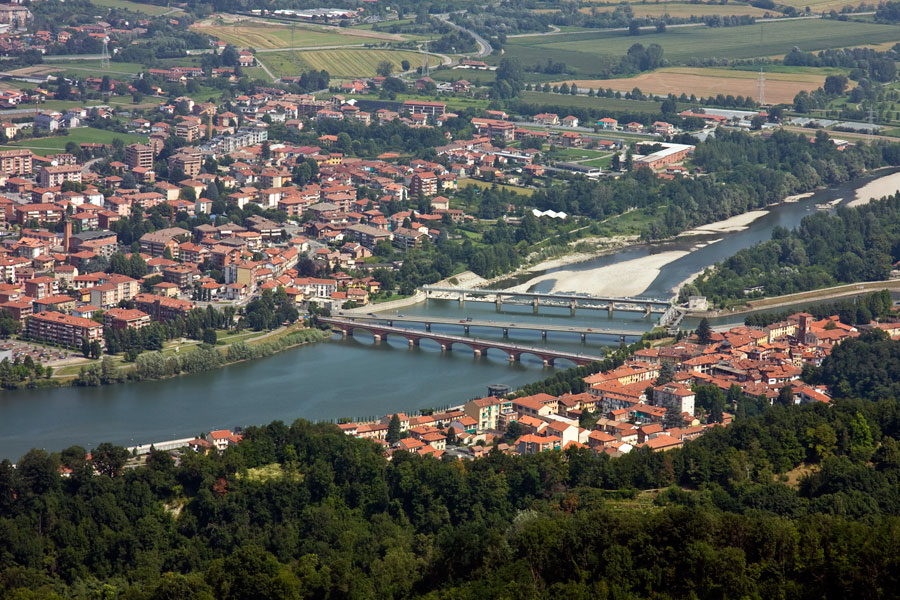
نهر البو في سان ماورو (صورة ملتَقطَة في تموز/يوليو 2012).

حتى عام 1989 كانت الموارد المائية تدار إقليميا أو محليا. كانت السلطة الرئيسية في الجزء السفلي من يو هي ماجيستراتو ألي أكي دي فينيسيا، التي تشكلت لأول مرة في جمهورية البندقية في القرن السادس عشر. لقد اتخذت جميع القرارات المتعلقة بتحويل مجرى النهر السفلي. لا يزال معظم جزء من الدلتا في فينيتو. في عام 1907 في عهد مملكة إيطاليا، أصبحت الوكالة ماجيستراتو ألي أكي وتولت مسؤولية جميع الموارد المائية في شمال شرق إيطاليا. وهي حاليًا مؤسسة لامركزية تابعة لوزارة الأشغال العامة، ويرأسها رئيس يعينه رئيس الدولة ومجلس الوزراء. مقرها في البندقية. مجالها هو إدارة وحماية نظام المياه في فينيتو ومانتوا وترينتو وبولزانو وفريولي فينيتسيا جوليا. في عام 1989 ردا على المشاكل الجيولوجية الكبرى التي كانت تتطور على طول النهر. تم تمرير 183/89 لترخيص مجلس مياه حوض بو، والذي من شأنه أن يوجه العمليات المتعلقة بجميع الموارد المائية في حوض بو (انظر أسفل وادي بو). يقع مقرها الرئيسي في بارما منذ إنشائها في عام 1990. وتعتبر نفسها بمثابة تآزر بين جميع المؤسسات المعنية بالحفاظ على حوض بو وتنميته. تدار من قبل مسؤولين يتم اختيارهم من إدارات المناطق والمحافظات المكونة. في عام 2009، بدأت هيئة المياه في خطة الإدارة المتكاملة لأحواض الأنهار لتلبية التوجيه الإطاري المائي للاتحاد الأوروبي (EU)، 2000/60/EC. هذا يأخذ في إدارة المياه وخطط مخاطر الفيضانات سابقة. بين عامي 2009 و 2015، اتخذ مشروع وادي بو (تنفيذ الخطة) أكثر من 60 إجراءً، ولا سيما من أجل: زيادة وتقوية السدود، وزيادة مروج الفيضانات، واستئناف نقل الرواسب الطبيعية ونقاط الترسيب، وتوسيع الأراضي الرطبة، والتشجير، وإعادة الطبيعة. وتعزيز التنوع البيولوجي والاستخدام الترفيهي.

### السدود
في قرية ايزولا سيرافيني في كومونا من مونتيشيلي دونجينا، مقاطعة بياتشينزا، 40 كـم (25 ميل) المصب من بياتشينزا، 362 م (1,188 قدم) بطول 20 م (66 قدم) سد بوابة عالية يضم أحد عشر 30 م (98 قدم) فتحات مسورة بوابات رفع عمودية، تعبر بو. تسعة بوابات 6.5 م (21 قدم) ارتفاع واثنان 8 م (26 قدم) مرتفع لأغراض تنظيف الرواسب. يمر مجرى مائي إلى اليمين عبر محطة كهرومائية مكونة من 4 مولدات بقدرة 76 ميغاواط يتم تشغيل كل منها بواسطة 3.5–11 م (11–36 قدم) رأس الماء. يتصل مجرى الصرف بقناة تحويلية مقابل 12 كـم (7.5 ميل) حلقة بو. نحو 85 م (279 قدم) من قفل السفينة طويل ونحو 12 م (39 قدم) بجوار المحطة يمر بعض حركة المرور عبر القناة، ولكن فوق السد توجد زوارق بشكل أساسي. متوسط تدفق في السد 854 م 3/ثانية، مع 12,800 م 3/ثانية كحد أقصى.

## التاريخ الثقافي
تم تحديد بو لأول مرة بالتأكيد في المؤرخين والجغرافيين اليونانيين الرومانيين في أواخر الجمهورية الرومانية والإمبراطورية الرومانية المبكرة، بعد فترة طويلة من احتلال الوادي على التوالي من قبل شعوب ما قبل التاريخ والتاريخية: ليغوريون، الحضارة الإتروسكانية، قلط، قدماء الفينيتو، أومبريون، والروميون. في ذلك التاريخ المتأخر كان المؤلفون القدماء يحاولون شرح أصل الاسم. ربما كان أقدم هؤلاء، بوليبيوس  (القرن الثاني قبل الميلاد)، يستخدم بادوس (باليونانية) ويقول إنه كان من المقرر أن يتم التعرف عليه مع إريدانوس الشعراء. علاوة على ذلك، يسميها سكان البلد بودينكس. هذا يعني أن سكان «الدولة» إما بقوا من عصور ما قبل التاريخ أو اعتمدوا الاسم المستخدم من قبل تلك الركيزة. تم مجزأة الاسم كما بود-إنسوس أو بود-سندان، لاحقة من خصائص القديمة لغة يغوريا من شمال إيطاليا، جنوب فرنسا، كورسيكا وغيرها.
لدى بليني الأكبر الكثير ليقوله عن بادوس في عصره. أعرب هيرودوت عن شكوكه في وجود نهر في أوروبا، إريدانوس، يتدفق إلى البحر الشمالي، كما قال، والذي جاء منه الكهرمان.  كان يعتقد أنه اسم يوناني (توجد أنهار إريدانوس أخرى في اليونان)، «اخترعه بعض الشعراء»، لكنه لم يقدم أي تخمينات حول مكان وجوده. يشير بليني إلى أنه في وقته، تم تحديد هوية إريدانوس بشكل خاطئ مع بادوس. إنه لا يعرف متى أو كيف، لكنه مثل هيرودوت يلوم الشعراء. من المفترض أن يكون العنبر قد أتى من هناك. فايثون، ابن الشمس، الذي يضربه البرق تحول إلى شجر الحور وينضح بالدموع كل عام، وهو مصدر العنبر (أسطورة بوسانياس). معربًا عن دهشته من جهل الشعراء، يقول بليني «لا شك في أن الكهرمان هو نتاج جزر المحيط الشمالي (بحر البلطيق)» ويعزو إدخاله في وادي بو إلى نهر فينيتي، الحلقة الأخيرة في طريق تجاري إلى الشمال عبر بانونيا وألمانيا. بليني هو أيضًا الاسم الليغوري لبو باسم بوندينسكوس، والذي يترجمه على أنه «بلا قاع». وقد تم تحليل عموما بود- الجذر كما تحتوي على لغة هندوأوروبية بدائية. تقعُ هذه المدينة على الضفة اليمنى لنهر البو المصب من تورينو اليوم. كان نهر بو، إلى جانب الأنهار الأخرى في شمال إيطاليا، مسرحًا للعديد من الحلقات العسكرية في جميع أنحاء العصور الوسطى، وتم تجهيز جميع المدن الرئيسية والسواحل الساحلية بأساطيل من الأنهار الحقيقية.

### الميثولوجيا
غالبًا ما يتم التعرف على بو مع نهر إريدانوس من الأساطير اليونانية. هذا النهر الأسطوري هو الاسم نفسه لكوكبة النهر.

## روابط خارجية
- "Flooding on the Po River, Italy, as imaged by RADARSAT-1". Canada Centre for Remote Sensing. 2000. مؤرشف من الأصل في 2009-06-21. اطلع عليه بتاريخ 2009-04-06.
- "Ferrara, City of the Renaissance, and its Po Delta". World Heritage Centre, UNESCO. 1992–2009. مؤرشف من الأصل في 2023-10-20. اطلع عليه بتاريخ 2009-04-14.